# Servidor de impressão
Um servidor de impressão (SI) é um aplicativo para um servidor, destinado a controlar as tarefas do computador enviadas para uma impressora (de rede) por diferentes estações de trabalho que competem entre si pelo recurso. Ele oferece aos clientes drivers atualizados de impressora e gere a fila impressão e segurança. Pode ser um equipamento específico (hardware) ou um artifício de programação (software) que usa os recursos disponíveis no exercício dessa função. Sua principal função é poder gerar um local centralizado na rede para impressão, gerando controle de páginas e definindo ordem de prioridade das solicitações. Um servidor de impressão é recomendado para redes de qualquer tamanho, independente do número de computadores compartilhando a mesma impressora.
Para ambientes Unix e Linux, e agora também em sistemas operacionais OS X (Apple),  um dos servidores de impressão mais aplicados é o CUPS.